# MTV Video Music Awards de 2008
A cerimônia do MTV Video Music Awards de 2008, que premiou os melhores videoclipes lançados entre 1 de julho de 2007 e 30 de junho de 2008, ocorreu no dia 7 de setembro, nos estúdios da Paramount Pictures. A grande vencedora da noite foi Britney Spears. 
As categorias introduzidas em 2007 foram revertidas e a premiação voltou a incluir as categorias habituais que foram apresentadas até 2006.

## Nomeados
Os vencedores aparecem a negrito

### Melhor Vídeo do Ano
- Chris Brown — "Forever"
- Jonas Brothers — "Burnin' Up"
- Pussycat Dolls — "When I Grow Up"
- Britney Spears — "Piece of Me"
- The Ting Tings — "Shut Up and Let Me Go"

### Melhor Vídeo de Artista Masculino
- Chris Brown — "With You"
- Flo Rida (com T-Pain) — "Low"
- Lil Wayne (com Static Major) — "Lollipop"
- T.I. — "No Matter What"
- Usher (com Young Jeezy) — "Love in This Club"

### Melhor Video de Artista Feminina
- Mariah Carey — "Touch My Body"
- Katy Perry — "I Kissed a Girl"
- Rihanna — "Take a Bow"
- Jordin Sparks (com Chris Brown) — "No Air"
- Britney Spears — "Piece of Me"

### Melhor Artista Revelação
- Miley Cyrus — "7 Things"
- Miranda Cosgrove — "Leave It All to Me"
- Katy Perry — "I Kissed a Girl"
- Jordin Sparks (com Chris Brown) — "No Air"
- Taylor Swift — "Teardrops on My Guitar"
- Tokio Hotel — "Ready, Set, Go!"

### Melhor Vídeo Pop
- Danity Kane — "Damaged"
- Jonas Brothers — "Burnin' Up"
- Panic at the Disco — "Nine in the Afternoon"
- Britney Spears — "Piece of Me"
- Tokio Hotel — "Ready, Set, Go!"

### Melhor Vídeo de Rock
- Fall Out Boy (com John Mayer) — "Beat It"
- Foo Fighters — "The Pretender"
- Linkin Park — "Shadow of the Day"
- Paramore — "Crushcrushcrush"
- Slipknot — "Psychosocial"

### Melhor Vídeo de Hip-Hop
- Mary J. Blige — "Just Fine"
- Lupe Fiasco (com Matthew Santos) — "Superstar"
- Flo Rida (com T-Pain) — "Low"
- Lil Wayne (com Static Major) — "Lollipop"
- Kanye West (com Chris Martin) — "Homecoming"

### Melhor Dança em Clipe
- Chris Brown — "Forever"
- Danity Kane — "Damaged"
- Madonna (com Justin Timberlake and Timbaland) — "4 Minutes"
- Ne-Yo — "Closer"
- Pussycat Dolls — "When I Grow Up"

### Melhor Direção de Arte
- Gnarls Barkley — "Run" (Diretores de Arte: Happy e Kells Jesse)
- MGMT — "Electric Feel" (Diretora de Arte: Sophie Kosofsky)
- Katy Perry — "I Kissed a Girl" (Diretor de Arte: Benji Bamps)
- Pussycat Dolls — "When I Grow Up" (Diretora de Arte: Marcelle Gravel)
- The White Stripes — "Conquest" (Diretor de Arte: David Fitzpatrick)

### Melhor Edição
- Erykah Badu — "Honey" (Editor: T. David Binns)
- Death Cab for Cutie — "I Will Possess Your Heart" (Editores: Aaron Stewart-Ahn e Jeff Buchanan)
- Ne-Yo — "Closer" (Editor: Clark Eddy)
- Katy Perry — "I Kissed a Girl" (Editor: Tom Lindsay)
- Weezer — "Pork and Beans" (Editor: Jeff Consiglio e Colin Woods)

### Melhor Direção
- Erykah Badu — "Honey" (Diretores: Erykah Badu e Mr. Roboto)
- Linkin Park — "Shadow of the Day" (Diretor: Joe Hahn)
- Panic at the Disco — "Nine in the Afternoon" (Diretor: Shane Drake)
- Pussycat Dolls — "When I Grow Up" (Diretor: Joseph Kahn)
- Rihanna — "Take a Bow" (Diretor: Anthony Mandler)

### Melhores Efeitos Especiais
- Erykah Badu — "Honey" (Efeitos: X1 FX)
- Coldplay — "Violet Hill" (Efeitos: Asa Mader)
- Missy Elliott — "Ching-a-Ling/Shake Your Pom Pom" (Efeitos: Les Umberger)
- Linkin Park — "Bleed It Out" (Efeitos: David Lebensfeld e Adam Catino)
- Kanye West (com T-Pain) — "Good Life" (Efeitos: SoMe, Jonas & François)

### Melhor Coreografia em Clipe
- Adele — "Chasing Pavements" (Coreógrafa: Marguerite Derricks)
- Chris Brown — "Forever" (Coreógrafos: Tone & Rich)
- Chris Brown (com T-Pain) — "Kiss Kiss" (Coreógrafo: Flii Stylz)
- Gnarls Barkley — "Run" (Coreógrafo: Michael Rooney)
- Pussycat Dolls — "When I Grow Up" (Coreógrafos: Robin Antin e Mikey Minden)

### Melhor Fotografia
- Erykah Badu — "Honey" (Diretor de Fotografia: Karsten "Crash" Gopinath)
- Death Cab for Cutie — "I Will Possess Your Heart" (Diretores de Fotografia: Aaron Stewart-Ahn and Shawn Kim)
- Katy Perry — "I Kissed a Girl" (Diretor de Fotografia: Simon Thirlaway)
- Pussycat Dolls — "When I Grow Up" (Diretor de Fotografia: Christopher Probst)
- The White Stripes — "Conquest" (Diretor de Fotografia: Wyatt Troll)

### Melhor Vídeo Britânico
- Coldplay — "Violet Hill"
- Duffy — "Warwick Avenue"
- Estelle (com Kanye West) — "American Boy"
- Leona Lewis — "Bleeding Love"
- The Ting Tings — "Shut Up and Let Me Go"

## Atuações

### Pré-espetáculo
- Dance-off: Fanny Pak e Kaba Modern

### Espetáculo principal
- Rihanna — "Disturbia"/"Seven Nation Army"
- Jonas Brothers - "Lovebug"
- Pink - "So What"
- Lil Wayne — "Dontgetit" (featuring Leona Lewis e T-Pain) / "A Milli" / "Got Money" (featuring T-Pain)
- Paramore — "Misery Business"
- T.I. — "Whatever You Like"/"Live Your Life" (com Rihanna)
- Christina Aguilera — "Genie 2.0" / "Keeps Gettin' Better"
- Kid Rock — "All Summer Long" / "Sweet Home Alabama" (com Lil Wayne)
- Kanye West — "Love Lockdown"

## Participações
- Drake Bell — apresentando Kid Rock
- Corbin Bleu — apresentando Christina Aguilera
- Kobe Bryant — apresentando Melhor Vídeo
- Ciara — apresentando Fanny Pak e Melhor Dança
- Lauren Conrad — apresentando Melhor Artista Revelação
- Chace Crawford — apresentando Melhor Artista Revelação
- Miley Cyrus — apresentando P!nk
- Danity Kane — apresentando Artista Revelação
- Zac Efron — apresentando Christina Aguilera
- Fanny Pak — apresentando Melhor Dança
- Jamie Foxx — apresentando Melhor Artista Feminina
- Cam Gigandet — apresentando Paramore
- Paris Hilton — apresentando Melhor Vídeo Pop
- Vanessa Hudgens — apresentando Christina Aguilera
- Shia LaBeouf — apresentando Melhor Vídeo de Rock
- Taylor Lautner — apresentando Paramore
- John Legend — apresentando T.I.
- Lindsay Lohan — apresentando Fanny Pak e Melhor Dança
- Christopher Mintz-Plasse — apresentando Melhor Vídeo de Hip-Hop
- Heidi Montag — apresentando Artista Revelação
- Demi Moore — apresentando Melhor Artista Masculino
- Robert Pattinson — apresentando Paramore
- Josh Peck — apresentando Kid Rock
- Michael Phelps — apresentando Lil' Wayne
- Spencer Pratt — apresentando Artista Revelação
- Ashlee Simpson — apresentando Artista Revelação
- Slash — apresentando Melhor Vídeo de Rock
- Slipknot — apresentando Melhor Vídeo de Hip-Hop
- Jordin Sparks — apresentando T.I.
- Britney Spears — abertura/apresentando Russell Brand
- Kristen Stewart — apresentando Paramore
- Taylor Swift — apresentando Jonas Brothers
- Ashley Tisdale — apresentando Christina Aguilera
- Pete Wentz — apresentando Artista Revelação

## Audiência
- Segundo um estudo demográfico realizado , a audiência do Video Music Awards de 2008, aumentou em 15%, comparada com a audiência da edição de 2007, e 41% relativamente à edição de 2006 .Com isso, conclui-se que a audiência do VMA de 2008 foi de mais de 8.000.000 de telespectadores nos EUA.
- No Brasil, o VMA de 2008 também teve um bom desempenho na audiência, concorrendo com um jogo do Brasil. Marcou 2 pontos de média e 3 de pico, ficando por vários minutos na frente de emissoras maiores como a Rede TV e a Bandeirantes.